# Gabriel Marušić
Gabriel Marušić (* 3. März 2003 in Nürnberg, Deutschland) ist ein kroatischer Fußballspieler.

## Karriere

### Verein
Marušić begann seine Karriere beim 1. FC Nürnberg. Zur Saison 2017/18 wechselte er in die Jugend des FC Bayern München. Ab der Saison 2020/21 kam er für die A-Junioren der Bayern zum Einsatz. Im Juli 2021 debütierte er für die Reserve der Münchner in der viertklassigen Regionalliga Bayern. In der Saison 2021/22 kam er zu zwölf Einsätzen für Bayern II. Im November 2022 stand er gegen Paris Saint-Germain erstmals im Profikader der Bayern, zum Einsatz kam er aber nie. Für Bayern II absolvierte er in der Saison 2022/23 zehn Spiele. Die Saison 2023/24 verpasste er durch einen Kreuzbandriss komplett, in der Spielzeit 2024/25 kam der Verteidiger anschließend zu weiteren 14 Einsätzen.
Nach einem Einsatz zu Beginn der Saison 2025/26 wechselte Marušić im Juli 2025 zum österreichischen Zweitligisten SV Austria Salzburg. Sein Debüt in der 2. Liga gab er im August 2025, als er am ersten Spieltag der Saison 2025/26 gegen den SK Austria Klagenfurt in der Startelf stand.

### Nationalmannschaft
Der gebürtige Deutsche Marušić spielte zwischen 2017 und 2021 neunmal für kroatische Jugendnationalauswahlen.